# جوزيف سميث (عميد أمريكي)
جوزيف سميث (بالإنجليزية: Joseph Smith)‏ هو عميد أمريكي، ولد في 1736 في مقاطعة سيسيل في الولايات المتحدة، وتوفي في 1792.